# Berchemiella berchemiifolia
Berchemiella berchemiifolia är en brakvedsväxtart som först beskrevs av Tomitaro Makino, och fick sitt nu gällande namn av Takenoshin Nakai. Berchemiella berchemiifolia ingår i släktet Berchemiella och familjen brakvedsväxter. Inga underarter finns listade i Catalogue of Life.